# آي باد (الجيل الأول)
الجيل الأول من آي باد (بالإنجليزية: iPad)‏ هو حاسوب لوحي صُمّم وسوّق من قِبل شركة أبل كجهاز الأول في سلسلة آي باد من أجهزة الحاسوب اللوحي. يتضمن الجهاز بـ رقاقة أبل ايه 4، وشاشة تعمل باللمس مقاس 9.7 بوصة، وفي بعض النسخ، إمكانية الوصول إلى الشبكات الخلوية. مستخدمًا نظام التشغيل آي أو إس، يمكن لجهاز iPad تشغيل الموسيقى وإرسال وتلقي البريد الإلكتروني وتصفح الويب. يمكن تمكين الوظائف الأخرى، والتي تشمل القدرة على ممارسة الألعاب والوصول إلى المراجع، وبرامج الملاحة عبر نظام تحديد المواقع العالمي وخدمات الشبكات الاجتماعية عن طريق تنزيل التطبيقات.
تم الإعلان عن الجهاز وكشف النقاب عنه في 27 يناير 2010 من قبل ستيف جوبز في حدث صحفي لشركة آبل. في 3 أبريل 2010، تم إصدار نسخة واي-فاي للجهاز في الولايات المتحدة، تلاه إصدار نسخة «واي-فاي + جيل ثالث» في 30 أبريل. في 28 مايو 2010، تم إصداره في أستراليا وكندا وفرنسا واليابان وإيطاليا وألمانيا وإسبانيا وسويسرا والمملكة المتحدة.
تلقى الجهاز مراجعات إيجابية من مختلف المدونات والمنشورات التقنية. أشاد المراجعون بالجهاز مادحين قدراته ووصفوه بأنه منافس لأجهزة الكمبيوتر المحمولة وأجهزة نت بوك. تم انتقاد بعض الجوانب، بما في ذلك الطبيعة المغلقة لنظام التشغيل وعدم دعم تنسيق الوسائط المتعددة أدوبي فلاش. خلال أول 80 يومًا، تم بيع 3 ملايين جهاز آي باد. مع إطلاق آي باد 2، باعت آبل أكثر من 15 مليون جهاز آي باد.
في 2 مارس 2011، أعلنت شركة آبل عن جهاز آي باد 2 وخفضت سعر الجيل الأول من آي باد.

## التاريخ
صرح ستيف جوبز، أحد مؤسسي شركة آبل، في خطاب ألقاه عام 1983 حول الشركة:
كان أول كمبيوتر لوحي من آبل هو نيوتن ماسيج باد 100، عُرض أول مرة في عام 1993، مما أدى إلى إنشاء نواة معالج إيه آر إم 6 مع حواسيب أكورن. كما طورت شركة آبل نموذجًا أوليًا للكمبيوتر اللوحي المعتمد على باور بوك ديو (بالإنجليزية: PowerBook Duo)‏، لكنها قررت عدم بيعه لتجنب الإضرار بمبيعات ماسيج باد. أصدرت شركة آبل العديد من أجهزة المساعد الرقمي الشخصي المستند على معمارية نيوتن، وتم إيقاف الإصدار الأخير، ماسيج باد 2100، في عام 1998.
عادت شركة أبل إلى سوق الحوسبة المحمولة في عام 2007 باستخدام آيفون. أصغر من جهاز آي باد (الذي لم يعلن عنه بعد) ويتميز بكاميرا وإمكانيات للهاتف المحمول، وكان رائدًا في واجهة شاشة اللمس الحساسة للإصبع متعددة اللمس لنظام تشغيل آي أو أس للهاتف المحمول من أبل.
بحلول أواخر عام 2009، انتشرت شائعات عن إصدارآي باد لعدة سنوات. تحدثت مثل هذه التكهنات في الغالب عن «جهاز أبل اللوحي»؛ تضمنت أسماء محددة أي تابلت وأي سليت (بالإنجليزية: iTablet & iSlate)‏. يقال أن الاسم الفعلي هو تكريم لستار تراك باد (بالإنجليزية: Star Trek PADD)‏، وهو جهاز خيالي يشبه إلى حد بعيد مظهر جهاز آي باد. تم الإعلان عن جهاز آي باد في 27 يناير 2010 من قبل جوبز في مؤتمر صحفي لشركة آبل في مركز يربا بوينا للفنون في سان فرانسيسكو.
قال جوبز لاحقًا أن شركة آبل بدأت في تطوير جهاز آي باد قبل آيفون،  لكنها أوقفت الجهد مؤقتًا بعد أن أدركت أن أفكارها ستعمل بشكل جيد في الهاتف المحمول. كان الاسم الرمزي الداخلي لجهاز آي باد هو K48، والذي تم الكشف عنه في قضية المحكمة المتعلقة بتسريب معلومات آي باد قبل الإطلاق.
بدأت شركة آبل في تلقي طلبات مسبقة لجهاز آي باد من عملاء الولايات المتحدة في 12 مارس 2010. كان التغيير الرئيسي الوحيد للجهاز بين إعلانه وإتاحته للطلب المسبق هو تغيير سلوك المفتاح الجانبي من كتم الصوت إلى قفل دوران الشاشة. تم طرح إصدار واي-فاي من آي باد للبيع في الولايات المتحدة في 3 أبريل 2010. تم إطلاق إصدار واي-فاي + 3G في 30 أبريل. يتم توفير خدمة 3G لجهاز آي باد في الولايات المتحدة بواسطة أي تي أند تي (بالإنجليزية: AT&T)‏ وتم بيعها مبدئيًا بخيارين لخطة بيانات بدون عقد مدفوعة مسبقًا: 1 لبيانات غير محدودة والآخر مقابل 250 ميجابايت شهريًا بسعر 1/2 السعر. في الثاني من يونيو 2010، أعلنت أي تي أند تي أنه اعتبارًا من 7 يونيو، سيتم استبدال الخطة غير المحدودة للعملاء الجدد بخطة 2 جيجابايت بتكلفة أقل نسبيًا؛ سيكون لدى العملاء الحاليين خيار الاحتفاظ بالخطة غير المحدودة. يتم تنشيط الخطط على آي باد نفسه ويمكن إلغاؤها في أي وقت.
كان آي باد متاحًا في البداية للشراء فقط من متجر أبل عبر الإنترنت ومواقع البيع بالتجزئة الخاصة به؛ أصبح متاحًا منذ ذلك الحين من خلال تجار التجزئة بما في ذلك أمازون وولمارت(بالإنجليزية: Amazon & Walmart)‏ ومشغلي الشبكات. تم إطلاق آي باد في دول مثل أستراليا وكندا وفرنسا وألمانيا واليابان والمملكة المتحدة في 28 مايو. بدأت الطلبات المسبقة عبر الإنترنت في تلك البلدان في 10 مايو. أصدرت أبل جهاز آي باد في كل من هونغ كونغ، أيرلندا، المكسيك، نيوزيلندا وسنغافورة في 23 يوليو 2010. حظرت إسرائيل لفترة وجيزة استيراد جهاز آي باد بسبب مخاوف من أن شبكة واي-فاي الخاصة بها قد تتداخل مع الأجهزة الأخرى. في 17 سبتمبر 2010، تم إطلاق آي باد رسميًا في البر الرئيسي للصين.

## السمات

### البرمجة
تم شحن آي باد في الأصل مع آيفون أو أس 3.2(بالإنجليزية: iPhone OS 3.2)‏. في 1 سبتمبر 2010، أُعلن أن جهاز آي باد سيحصل على آي أو أس 4.2 بحلول نوفمبر 2010؛  لتحقيق ذلك، أصدرت أبل إصدار آي أو أس 4.2.1 للجمهور في 22 نوفمبر. يأتي مع العديد من التطبيقات، بما في ذلك سفاري، البريد، الصور، الفيديوهات، آي بود، آي تيونز، متجر التطبيقات، الخرائط، الملاحظات، التقويم وجهات الاتصال. العديد من الإصدارات المحسّنة من التطبيقات المطورة لأجهزة آيفون أو ماك.
يتزامن جهاز آي باد مع آي تيونز على جهاز كمبيوتر يعمل بنظام ماك أو ويندوز. قامت أبل بنقل مجموعة آي ورك الخاصة بها من ماك إلى آي باد، وتبيع إصدارات مختصرة من تطبيقات صفحات، أرقام وأفكار رئيسية (بالإنجليزية: Keynote)‏ في متجر التطبيقات. على الرغم من أن جهاز آيباد ليس مصممًا ليحل محل الهاتف المحمول، يمكن للمستخدم استخدام سماعة رأس سلكية أو مكبر صوت وميكروفون مدمجين لإجراء مكالمات هاتفية عبر واي-فاي أو 3G باستخدام تطبيق في أو أي بي(بالإنجليزية: VoIP)‏.
في 12 أكتوبر 2011، تم إصدار آي أو أس5 للعديد من أجهزة آي أو أس، بما في ذلك الجيل الأول من آيباد، وكان يمكن تنزيله من خلال آي تيونز. تم الإبلاغ عن أن التحديث يحتوي على مئات الميزات والتعديلات الجديدة، بما في ذلك تكامل تويتر ومركز الإشعارات وآي مسج(بالإنجليزية: iMessage)‏ ، وهي ميزة تتيح للمستخدمين إرسال رسائل أو ملفات وسائط متعددة إلى مستخدمين آخرين على آي أو أس أو OS X، نظام التشغيل لأجهزة كمبيوتر أبل. كما تم توفير آي كلود، وهو تطبيق آي أو أس وخدمة تخزين الإنترنت التي توفرها أبل والتي تتيح للمستخدمين مزامنة ونسخ بيانات المستخدم والإعدادات الاحتياطية إلى / من الأجهزة الأخرى، من خلال هذا التحديث. في 11 يونيو 2012، تم الإعلان عن أن آي أو أس 6 لن يكون متاحًا للجيل الأول من آي باد، مما يجعل آي أو أس 5.1.1 هو نظام التشغيل النهائي المتاح رسميًا للجهاز.

### المعدات

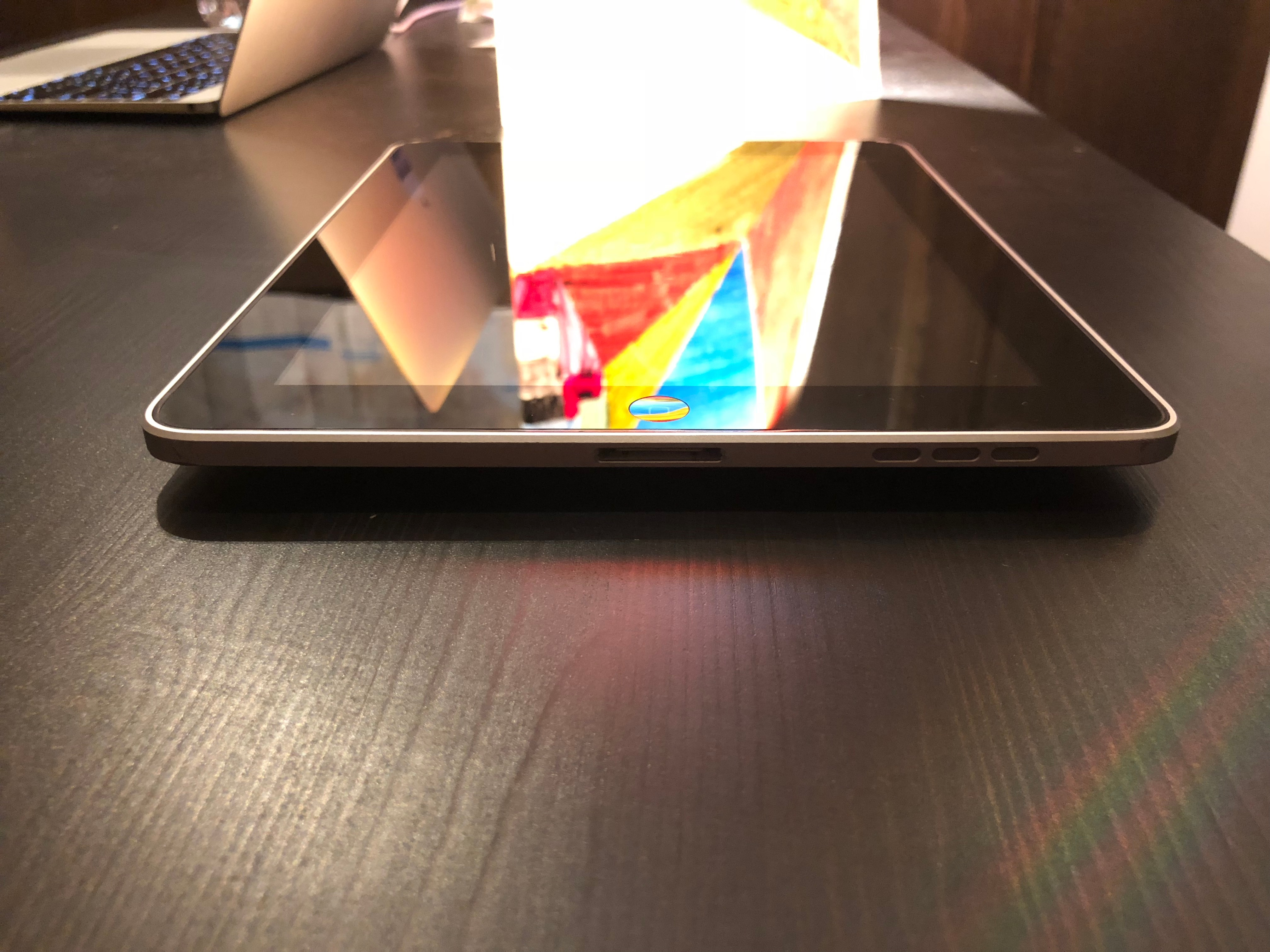
يعرض آيباد منفذ الشحن وشبكات إخراج الصوت.

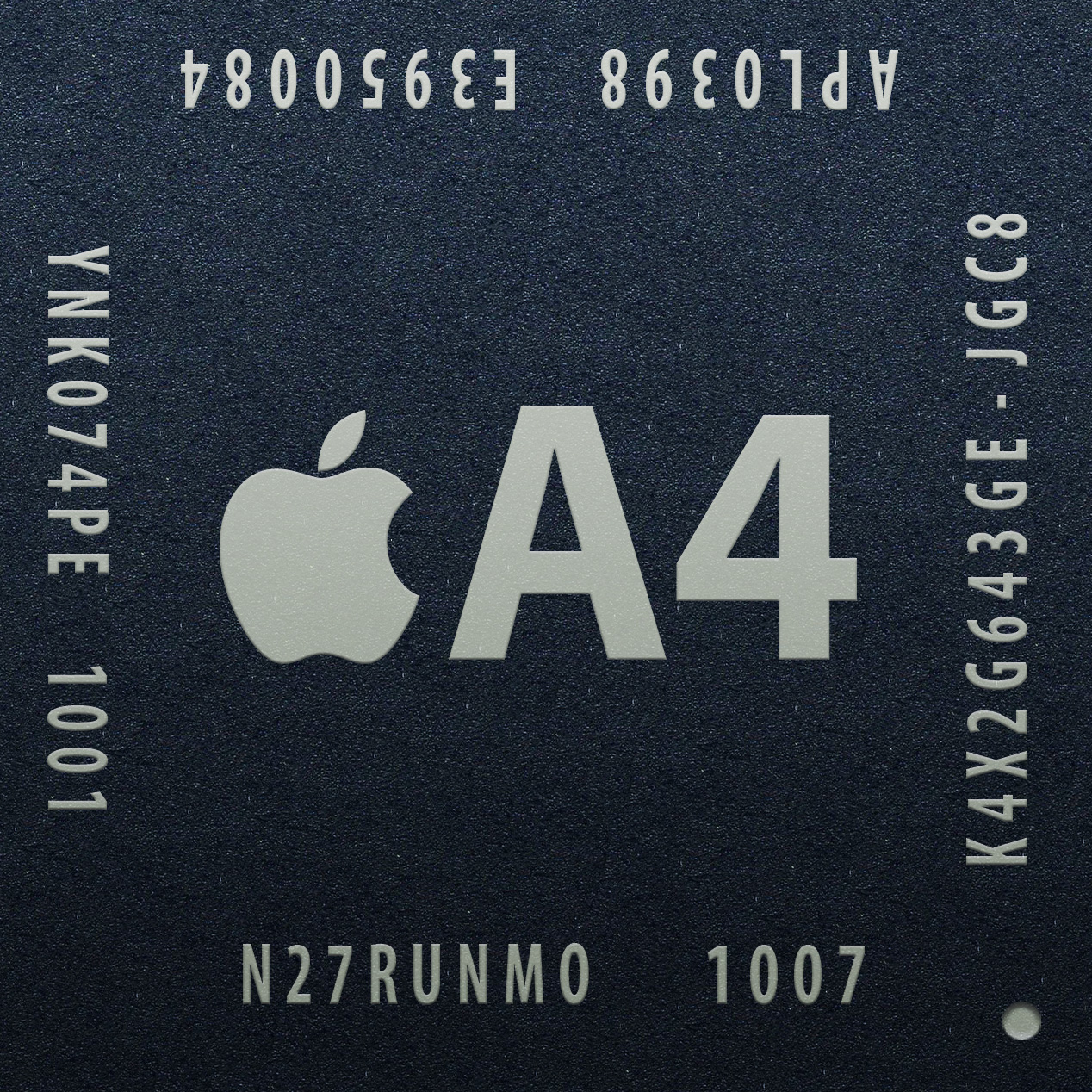
شريحة أبل إي4 المستخدمة في الجيل الأول من آيباد و أيفون 4.

يتميز الجيل الأول من آي باد بمعالج أبل إي4 سوك (بالإنجليزية: apple A4 SoC)‏،  والذي يتألف من معالج 1 جيجاهرتز و 256 ميجابايت (256 ميجابايت) من ذاكرة الوصول العشوائي ووحدة معالجة الرسومات باور في آر أس جي أكس 535(بالإنجليزية: PowerVR SGX535)‏. هناك أربعة مفاتيح فعلية على آي باد، بما في ذلك زر الصفحة الرئيسية بالقرب من الشاشة الذي يعيد المستخدم إلى القائمة الرئيسية، وثلاثة مفاتيح بلاستيكية مادية على الجانبين: التنبيه / السكون ورفع / خفض مستوى الصوت، بالإضافة إلى مفتاح يتم التحكم فيه بواسطة البرنامج تم تغيير الوظيفة مع تحديثات البرامج. في الأصل، قام المفتاح بقفل الشاشة إلى اتجاهها الحالي، ولكن آي أو أس4.2 قام بتغييرها إلى مفتاح كتم الصوت، ونقل وظيفة قفل الدوران إلى قائمة على الشاشة. في تحديث آي أو أس4.3، تمت إضافة إعداد للسماح للمستخدم بتحديد ما إذا كان التبديل الجانبي قد تم استخدامه لقفل الدوران أو كتم الصوت. على عكس الإصدارات السابقة، فإن الجيل الأول من آي باد لا يحتوي على كاميرات.
شاشة آي باد التي تعمل باللمس هي 1024 × 768 بكسل، 7.75 × 5.82 بوصة (197 × 148 مم) شاشة الكريستال السائل (قطري 9.7 بوصة (246.4 مم))، مع بصمات الأصابع والزجاج المقاوم للخدش. نتيجة لأبعاد ودقة شاشة الجها، تبلغ كثافة الشاشة 132 بكسل لكل بوصة. تستجيب الشاشة لمستشعرات أخرى: مستشعر الإضاءة المحيطة لضبط سطوع الشاشة ومقياس تسارع ثلاثي المحاور لاستشعار اتجاه آي باد والتبديل بين الوضعين الرأسي والأفقي. على عكس التطبيقات المدمجة في آيفون وآيبود على اللمس (بالإنجليزية: iPod Touch)‏، والتي تعمل في 3 اتجاهات (عمودي، أفقي - يسار، أفقي - يمين)، تدعم تطبيقات آي باد المدمجة دوران الشاشة في جميع الاتجاهات الأربعة، بما في ذلك الاتجاه المقلوب. وبالتالي، فإن الجهاز ليس له اتجاه «أصلي» جوهري؛ فقط الموضع النسبي لزر الصفحة الرئيسية يتغير.
تم تجهيز آي باد بسعة 16 جيجا بايت (14.9 جيجا بايت)، 32 جيجا بايت (29.8 جيجا بايت)، أو 64 جيجا بايت (59.6 جيجا بايت)  من تخزين الحالة الصلبة (فلاش) لتخزين البرامج والبيانات. علاوة على ذلك، كان الجهاز متاحًا بخيارين للاتصال: فقط واي-فاي أو واي-فاي و 3G. على عكس الإصدارات اللاحقة يمكن لمتغير واي-فاي + 3G لجهاز آي باد من الجيل الأول دعم شركات النقل التي تستخدم معايير جي أس أم /يو أم تي أس (بالإنجليزية: GSM / UMTS)‏ ولم تكن متوافقة مع شبكات سي دي أم أي (بالإنجليزية: CDMA)‏؛ ومع ذلك، مثل خلفائها، يتم دعم خدمات جي بي أس المساعدة.
كان البلوتوث متاحًا أيضًا في جميع الطرازات.
اختلف وزن الجيل الأول من آي باد اعتمادًا على خيارات الاتصال المختارة. يزن متغير واي-فاي فقط 1.5 رطل (680 جم) بينما يزن البديل مع واي-فاي + 3G ما يعادل 1.6 رطل (730 جم). ومع ذلك، فإن أبعادها متطابقة عبر النطاق الكامل للمتغيرات، حيث تبلغ 9.56 × 7.47 × 0.5 بوصة (243 × 190 × 13 ملم).

### المكملات

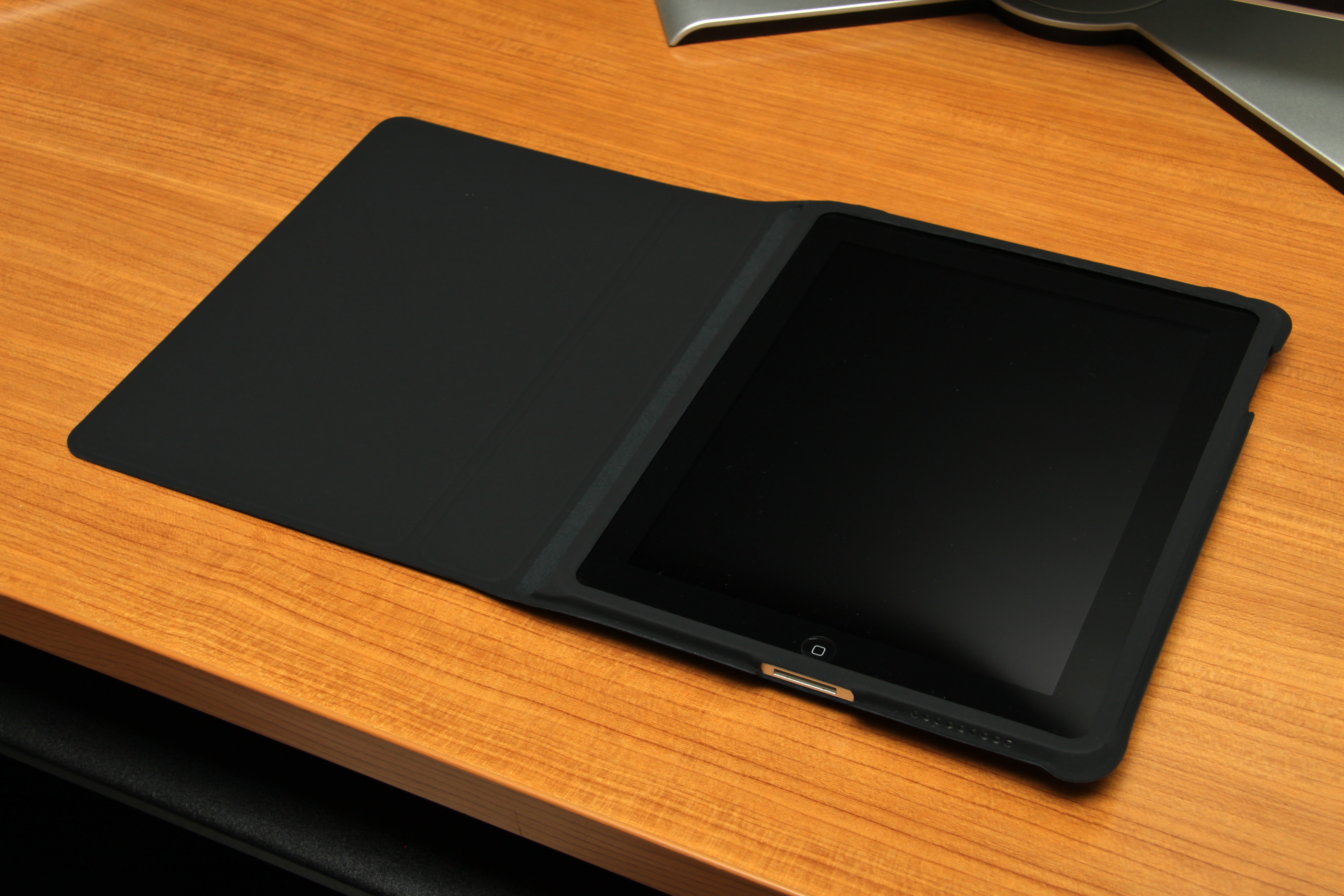
جهاز آيباد الأصلي في علبته السوداء

تقدم أبل العديد من ملحقات آي باد،  معظمها محولات لموصل الإرساء ذو 30 سنًا، وهو منفذ آي باد الوحيد بجانب مقبس سماعة الرأس. رصيف يحمل آي باد في وضع مستقيم بزاوية، ويحتوي على موصل إرساء ومنفذ إخراج صوتي. يتطلب كل جيل من أجهزة آي باد رصيفًا مطابقًا. كان الرصيف الذي يتضمن لوحة مفاتيح فعلية مدعومًا فقط لجهاز آي باد الأصلي،  ولكن جميع الأجيال متوافقة مع لوحات مفاتيح بلوتوث التي تعمل أيضًا مع أجهزة ماك وأجهزة الكمبيوتر. يمكن شحن آي باد بمحول طاقة مستقل بقدرة 10 وات، وهو متوافق أيضًا مع أجهزة آيبود وآيفون.

## الاستقبال

### استقبال نقدي
كان رد فعل وسائل الإعلام على الإعلان عن الجهاز والجهاز نفسه مختلطًا. أشارت وسائل الإعلام إلى أن آلاف الأشخاص اصطفوا في طوابير في اليوم الأول للبيع في عدد من البلدان وكان العديد ممن انتظروا يزعمون أن «الأمر يستحق».
كتب والت موسبرغ (من صحيفة وول ستريت جورنال)، «إنه يتعلق بالبرنامج، يا غبي»، مما يعني أن ميزات الأجهزة والبناء أقل أهمية لنجاح آي باد من البرامج وواجهة المستخدم، وكانت انطباعاته الأولى عنها إيجابية إلى حد كبير. كما وصف موسبرغ السعر بـ «المتواضع» لجهاز من قدراته، وأثنى على عمر البطارية الذي يبلغ عشر ساعات. كتب آخرون، بما في ذلك مستشار الكمبيوتر وسيدني مورنينغ هيرالد، أن جهاز آي باد سيتنافس أيضًا مع أجهزة الكمبيوتر المحمولة المنتشرة، والتي يستخدم معظمها نظام مايكروسوفت ويندوز. كان سعر الطراز الأساسي البالغ 499 دولارًا أمريكيًا (أي ما يعادل 585 دولارًا أمريكيًا في عام 2019) أقل من تقديرات ما قبل الإصدار من قبل محللي وول ستريت، ومنافسي شركة آبل، وجميعهم كانوا يتوقعون نقطة دخول أعلى بكثير.
كما أشادت وسائل الإعلام بكمية الطلبات، وكذلك المكتبة والتطبيقات الإعلامية الأخرى. في المقابل، انتقدت بعض المصادر، بما في ذلك بي بي سي، جهاز آي باد لكونه نظامًا مغلقًا وذكرت أن آي باد يواجه منافسة من الأجهزة اللوحية التي تعمل بنظام أندرويد. ومع ذلك، في وقت إطلاق الجيل الأول من آي باد، كانت ياهو!(بالإنجليزية: Yahoo)‏ أشارت الأخبار إلى أن نظام التشغيل أندرويد اللوحي، المعروف باسم «هاني كومب» (بالإنجليزية: Honeycomb)‏، لم يكن مفتوح المصدر ولديه عدد أقل من التطبيقات المتاحة له من آي باد،  على الرغم من أن جوجل أصدرت لاحقًا شفرة المصدر لهاني كومب. انتقدت صحيفة الإندبندنت جهاز الآي باد لأنه لا يمكن قراءته في الضوء الساطع مثل الورق، لكنه أشاد بقدرته على تخزين كميات كبيرة من الكتب. بعد إصدارها في المملكة المتحدة، قالت صحيفة ذا ديلي تلغراف إن افتقار آي باد لدعم أدوب فلاش (بالإنجليزية: Adobe Flash)‏ كان «مزعجًا».
تم اختيار جهاز آي باد من قبل مجلة تايم كواحد من أفضل 50 اختراعًا لعام 2010، في حين اختارته بوبيلر سينس كأفضل أداة وراء الفائز بجائزة «أفضل ما هو جديد لعام 2010» جروسيس ووتر بوكس (بالإنجليزية: Best of What's New 2010" Groasis Waterboxx)‏.
استقبال تجاري
تم بيع 300000 جهاز آي باد في أول يوم من توافرها. بحلول 3 مايو 2010، باعت شركة أبل مليون جهاز آي باد؛  كان هذا نصف الوقت الذي استغرقته شركة أبل لبيع نفس العدد من أجهزة آيفون الأصلية. بعد تجاوز علامة المليون، استمروا في البيع بسرعة، ووصلوا إلى 3 ملايين عملية بيع بعد 80 يومًا. خلال المؤتمر المالي عبر الهاتف في 18 أكتوبر 2010، أعلن ستيف جوبز أن شركة آبل باعت أجهزة آيباد أكثر من أجهزة ماك للربع المالي. في المجموع، باعت أبل أكثر من 15 مليون جهاز آي باد من الجيل الأول قبل إطلاق آي باد 2  - أكثر من جميع أجهزة الكمبيوتر اللوحية الأخرى مجتمعة منذ إصدار آي باد،  ووصلت إلى 75٪ من مبيعات أجهزة الكمبيوتر اللوحية في نهاية عام 2010.

### نقد سلبي
انتقد موقع سي نت(بالإنجليزية: CNET)‏ جهاز آي باد بسبب افتقاره الواضح إلى المزامنة اللاسلكية، والتي كانت تمتلكها أجهزة محمولة أخرى مثل زون (بالإنجليزية: Zune)‏ من ميكروسوفت لعدد من السنوات.
وصفه والت موسبرغ بأنه «قريب جدًا» من أجهزة الكمبيوتر المحمول. كتب ديفيد بوج من صحيفة نيويورك تايمز مراجعة «مزدوجة»، جزء واحد للأشخاص المهتمين بالتكنولوجيا، والجزء الآخر للأشخاص غير المهتمين بالتكنولوجيا. في القسم السابق، لاحظ أن الكمبيوتر المحمول يوفر ميزات أكثر بسعر أرخص من جهاز آي باد. ومع ذلك، في مراجعته للجمهور الأخير، يدعي أنه إذا أحب القراء مفهوم الجهاز واستطاعوا فهم ماهية الاستخدامات المقصودة، فسوف يستمتعون باستخدام الجهاز. كتب تيم جدعون من مجلة بي سي ماجازين، «لديك فائز» والذي «سيكون بلا شك قوة دافعة في تشكيل المشهد اللوحي الناشئ.»  قال مايكل أرينجتون من تك كرانش(بالإنجليزية: TechCrunch)‏، «الآيباد يفوق حتى أكثر توقعاتي تفاؤلاً. هذا هو فئة جديدة من الأجهزة. ولكنها أيضًا ستحل محل أجهزة الكمبيوتر المحمولة للعديد من الأشخاص». انتقدت شركة بي سي ورلد (بالإنجليزية: PC World)‏ قدرات مشاركة ملفات آي باد وقدرات الطباعة،  وأشار أي آر أس تكنيكا (بالإنجليزية: ArsTechnica)‏ بشكل نقدي إلى أن مشاركة الملفات مع جهاز كمبيوتر هي«واحدة من أقل الأجزاء المفضلة من تجربة آي باد».

## روابط خارجية
- الموقع الرسمي

| سبقه ... | آي باد (الجيل الأول) | تبعه آي باد 2 |